# Де Паравичини, Перси
Перси Джон де Паравичини (англ. Percy John de Paravicini; 15 июля 1862 — 11 октября 1921) — английский футболист и крикетист. Выступал за крикетные клубы графств Мидлсекс и Бакингемшир и «Кембридж Юниверсити», а также за  футбольные клубы «Олд Итонианс», «Кембридж Юниверсити», «Коринтиан» и «Уиндзор». Провёл три матча за футбольную сборную Англии.

## Семья и образование
Родился в Кенсингтоне. Его отец, барон Джеймс Прайор де Паравичини, работал на Лондонской фондовой бирже. Перси окончил школу Олдин в Слау, затем — Итонский колледж и Тринити-колледж Кембриджского университета.

## Криктеная карьера
Во время обучения в Итоне играл за крикетную команду колледжа (с 1878 по 1881 год, с 1880 по 1881 год был капитаном крикетной команды Итона).
В августе 1881 года провёл свой первый матч за крикетный клуб графства Мидлсекс на крикетном стадионе «Олд Траффорд».
С 1882 по 1885 год выступал за крикетную команду Кембриджского университета.
С 1899 по 1911 год выступал за крикетный клуб графства Бакингемшир.

## Футбольная карьера

### Клубная карьера
Играл за футбольные команды Итонского колледжа и клуб «Кембридж Юниверсити». Был «быстрым, хорошо владеющим обеими ногами защитником».
C 1882 года выступал за клуб «Олд Итонианс». В сезоне 1881/82 помог команде выйти в финал Кубка Англии, где «Олд Итонианс» обыграл «Блэкберн Роверс» со счётом 1:0.
В сезоне 1882/83 «Олд Итонианс» вновь сыграл в финале Кубка Англии, где встретился с клубом «Блэкберн Олимпик». Счёт в матче открыл Гудхарт в первом тайме, однако во втором тайме Мэтьюз из «Олимпика» сравнял счёт. Вскоре после этого Артур Данн получил травму колена и вынужден был покинуть поле, из-за чего «Олд Итонианс» остался вдесятером (замены тогда не допускались правилами). Основное время завершилось вничью, а в овертайме Джеймс Костли после передачи  Джека Йейтса забил гол за «Блэкберн Олимпик», который принёс этому клубу победу в Кубке Англии.
В 1884 и 1885 году выступал за любительский клуб «Коринтиан». Также играл за клуб «Уиндзор» и участвовал в представительских матчах за сборные Лондона, Беркшира, Бакингемшира и в матчах «Юга против Севера».

### Карьера в сборной
3 февраля 1883 года дебютировал за национальную сборную Англии в матче против сборной Уэльса на стадионе «Сарри Крикет Граунд», в которой англичане одержали победу со счётом 5:0 . 24 февраля сыграл в матче против сборной Ирландии на ливерпульском стадионе «Эгберт Крикет Граунд», в котором англичане разгромили соперника со счётом 7:0. 10 марта 1883 года провёл свой третий и последний матч за сборную Англии. Это была игра против Шотландии на стадионе «Брэмолл Лейн» в Шеффилде. В ней англичане уступили шотландцам со счётом 2:3. В одном из отчётов утверждается: «снег с газона был сметён перед матчем, но стоял сильный мороз, и поле, хотя и немного оттаявшее на солнце, было очень опасным». При этом игра «на твёрдом и скользком грунте» была «очень быстрой».

#### Список матчей за сборную Англии
| № | Дата            | Стадион                           | Соперник  | Результат | Турнир            | Источник |
| - | --------------- | --------------------------------- | --------- | --------- | ----------------- | -------- |
| 1 | 3 февраля 1883  | «Сарри Крикет Граунд», Кеннингтон | Уэльс     | 5:0       | Товарищеский матч | [ 14 ]   |
| 2 | 24 февраля 1883 | «Эгберт Крикет Граунд», Ливерпуль | Ирландия  | 5:0       | Товарищеский матч | [ 15 ]   |
| 3 | 10 марта 1883   | «Брэмолл Лейн», Шеффилд           | Шотландия | 2:3       | Товарищеский матч | [ 16 ]   |

Итого: 3 матча / 0 голов; 2 победы, 0 ничьих, 1 поражение.

### Достижения
«Олд Итонианс»
- Обладатель Кубка Англии: 1882
- Финалист Кубка Англии: 1883

## Вне спорта
Работал в качестве мирового судьи в Бакингемшире. Во время Первой мировой войны был командующим тренировочного корпуса добровольцев в Датчете, за что впоследствии был награждён Королевским Викторианским орденом.
Умер 11 октября 1921 года в Пангборне после хирургической операции.